# Massaker von Prebilovci
Das Massaker von Prebilovci war ein Kriegsverbrechen der kroatisch-faschistischen Ustascha gegen die serbische Zivilbevölkerung während des Zweiten Weltkriegs.

## 1941 bis 1945
Im südherzegowinischen Dorf Prebilovci, heute Teil der Gemeinde Čapljina und damals zum sogenannten Unabhängigen Staat Kroatien (NDH) gehörend, wurden am 6. August 1941 etwa 600 serbische Frauen und Kinder von Ustascha-Einheiten ermordet. Sie wurden mit 1.300 weiteren Serben aus Mostar und Čapljina in die Golubinka-Grube nahe der Ortschaft Šurmanci nahe Međugorje geworfen.
Im Sommer desselben Jahres, beim Völkermord an den Serben im Unabhängigen Staat Kroatien, ermordeten die Ustascha 820 von insgesamt 1000 Bewohnern des Dorfes, zusätzlich rund 4.000 Serben in den benachbarten Orten des unteren Neretvatales.
Während des Zweiten Weltkriegs wurden in Prebilovci 52 Familien vernichtet und 36 Häuser vollständig zerstört. Von etwa 1000 Einwohnern des Ortes überlebten nur 172.

## 1945 bis 1990
Nach Kriegsende verboten die Behörden des neuen Jugoslawiens bis in die 1990er Jahre die Exhumierung und Bestattung der Opfer nach serbisch-orthodoxem Ritus sowie die Thematisierung der Massaker. Die Golubinka-Grube wurde 1961 mit Beton versiegelt.

## Würdigung der Opfer

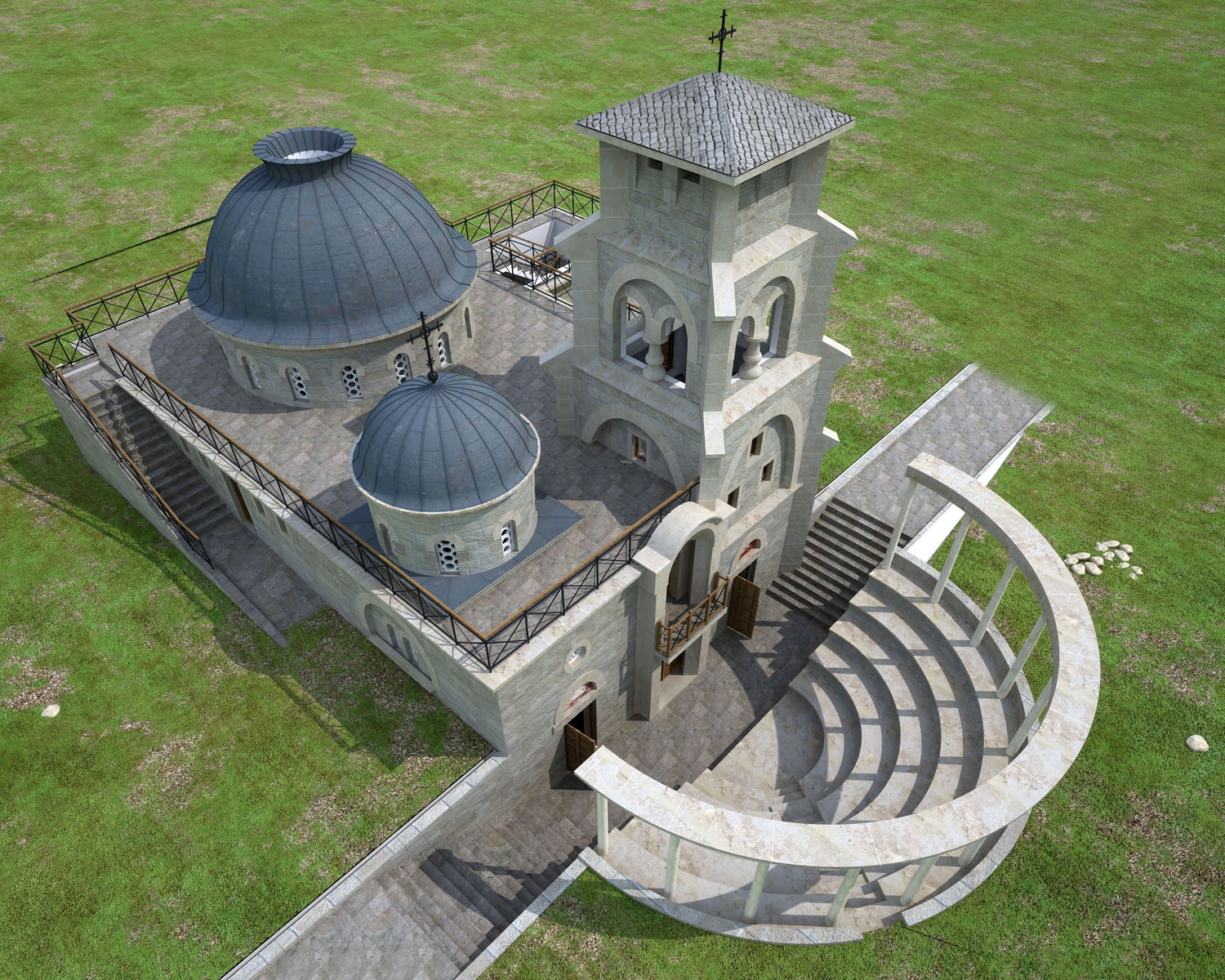
Kirche zum Heiligen Grab für die Opfer der Massaker von Prebilovci

Ab September 1990 wurden Leichenteile von mehr als 4.000 Opfern aus mehr als 10 Karstgruben im Gebiet der Unteren Neretva geborgen. Basierend auf den aufgezeichneten Materialien während der Knochenentnahme und den Aussagen von Menschen, die dieses Massaker überlebten, wurde eine Dokumentarfilmsendung „Hier sind unsere Kinder“ unter der Regie gedreht und 1991 ausgestrahlt. Die Gemeinde Prebilovci beteiligte sich an der Finanzierung der Gedächtniskirche.
Am 4. August 1991 wurden Überreste der Opfer in der schon fertig gestellten Krypta der neuen, in Bau befindlichen Gedächtniskirche zum Heiligen Grab bestattet. Die Gedenkstätte und der gesamte Ort wurden bereits einige Monate später, im Juni 1992, im Rahmen des Bosnienkriegs von regulären kroatischen Truppen völlig zerstört.
2015 konnte die wieder aufgebaute Kirche erneut ihrer Bestimmung übergeben werden.